# France Télécom

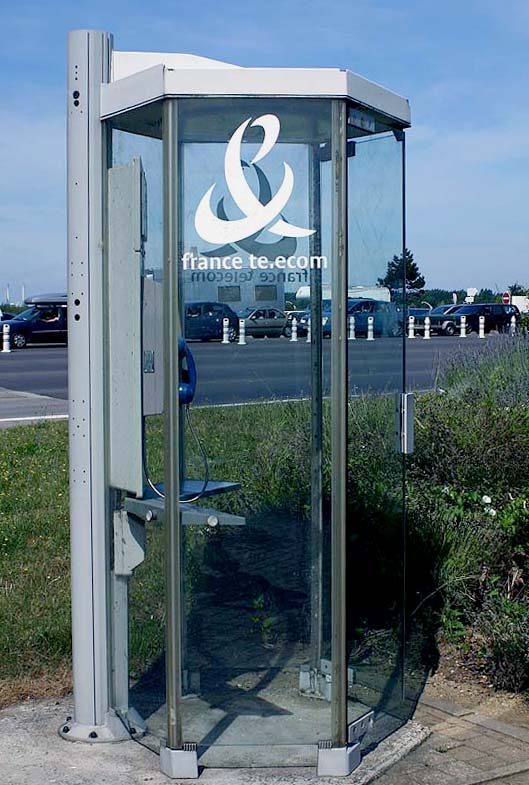
Telefonkiosk.

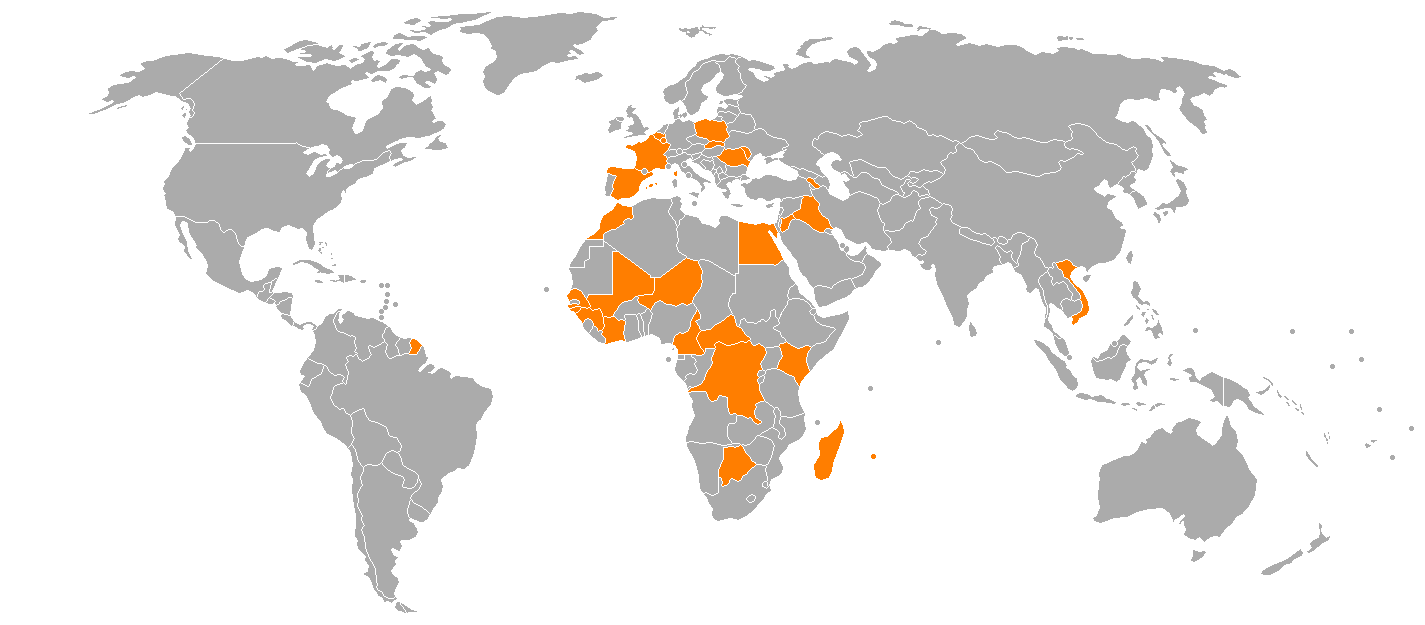
Platser France Telecom (telefonverksamhet) i hela världen.

France Télécom (i icke fransktalande länder ofta skrivet som France Telecom, utan accenter) var den största koncernen inom telekommunikation i Frankrike. Företaget hade 2004 omkring 220 000 anställda och 90 miljoner kunder över hela världen. I juli 2013 bytte företaget namn till Orange.

## Historia
France Télécom är sprunget ur det tidigare statliga televerket, PPT. Det skapades in sin tur utifrån ministeriet för post och telegrafer (P&T). Telefoner tillkom i samband med att telefonin i Frankrike förstatligades 1889. 1923 blev namnet på verksamheten PTT då man lade till ett T för att markera telefonin. 
Koncernen France Télécom bildades 1988 av den franska staten som samtidigt skapade ett separat postföretag, La Poste. Delar av France Telecom har från 1997 privatiserats. 2000 förvärvade France Telecom mobiltelefonoperatören Orange. Koncernen ägdes 2009 till 27% av den franska staten.
Företaget har blivit uppmärksammat då många av dess anställda begått självmord, varav flera lämnat självmordsbrev där de angett arbetssituationen som anledning till självmord.